# Subura

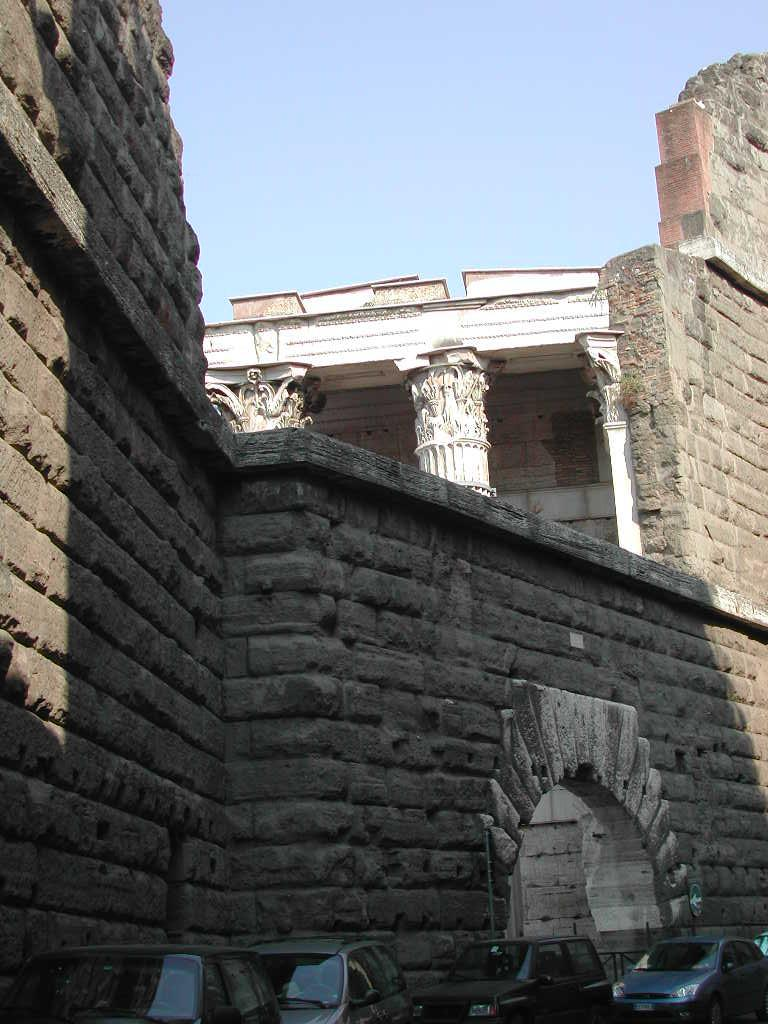
Muro da Suburra e o Arco dos Pântanos. No fundo, as colunas do Templo de Marte Vingador, no Fórum de Augusto

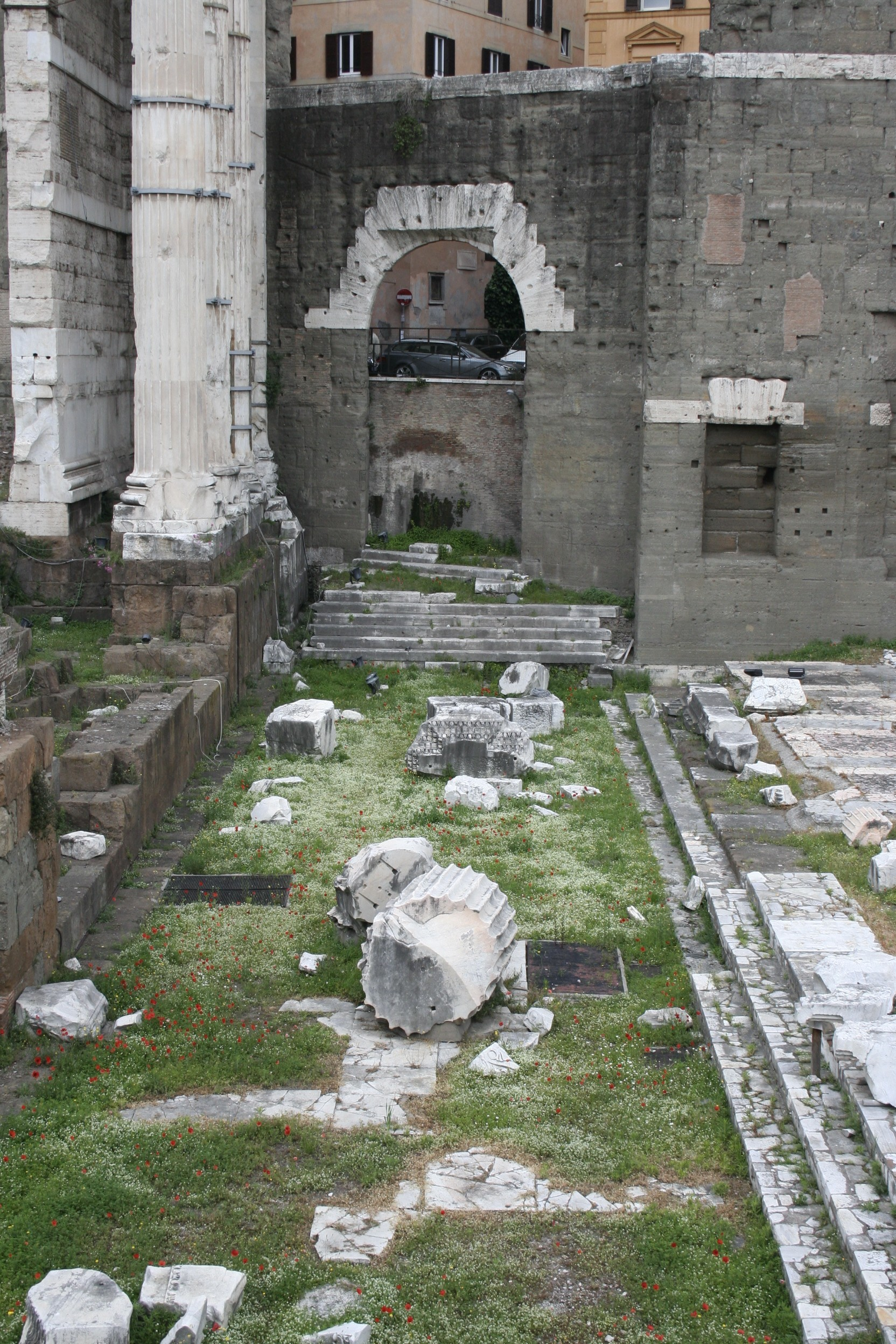
Vista do Muro da Suburra e o Arco dos Pântanos pelo lado do Fórum de Augusto. Note a diferença na altura do nível da rua, resultado da escavação para recuperar o nível da época augustana

Suburra, também conhecido como Subura, era um grande e populoso quarteirão da Roma Antiga que ia das encostas dos montes Quirinal e Viminal até os cumes do Esquilino (Ópio, Císpio e Fagutal). Como a população da parte baixa do quarteirão era habitada pelas camadas mais pobres da população romana vivendo em condições miseráveis (apesar da proximidade do Fórum Romano), o termo "suburra" ainda hoje é um termo genérico para um lugar de má-fama, de alta criminalidade e foco de prostituição na língua italiana.

## História

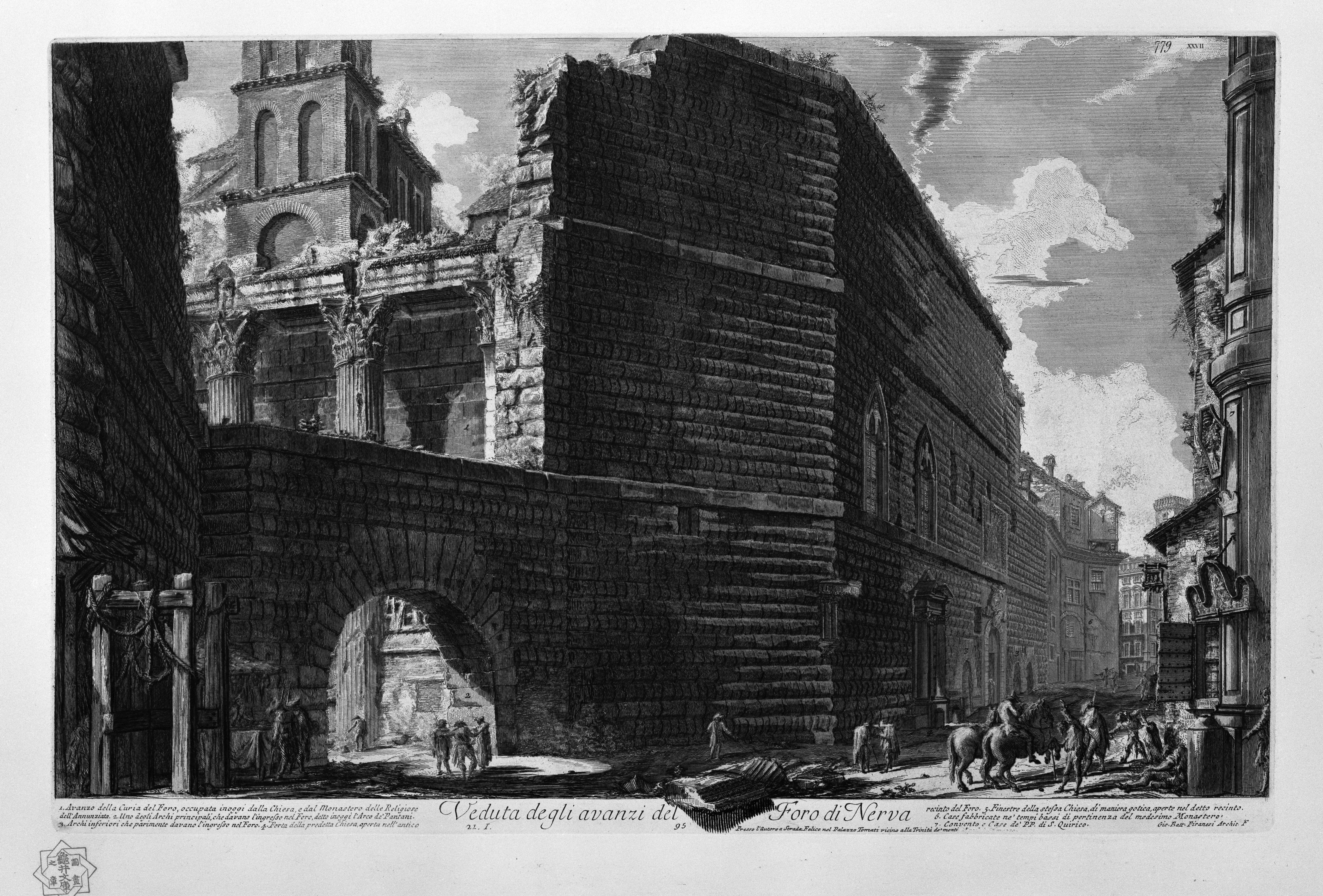
Gravura de Giovanni Battista Piranesi (século XVIII) da região

A Suburra originalmente era parte do chamado Septimôncio no âmbito de uma procissão religiosa que todo ano era realizada no dia 11 de janeiro no final do reinado de Numa Pompílio. Atravessando o bairro estava a via do Argileto (moderna Via Leonina e Via della Madonna dei Monti) que, na região do Císpio, se dividia no Vico Patrício (moderna Via Urbana) em direção da Porta Viminal da Muralha Serviana e no Clivo Suburano (moderna Via in Selci), na direção da Porta Esquilina. Esta última demarcava a fronteira entre as regiões IV e V da época de Augusto.
A parte baixa do vale foi ocupada, a partir do século I a.C., antes da inauguração do Fórum de César (46 a.C.) até o sopé do Capitólio e depois até o Fórum de Augusto, inaugurado em 2 a.C.. A estes espaços públicos se somaram mais tarde, na direção do vale do Coliseu, o Templo da Paz (75), o Fórum de Nerva (97) e finalmente, depois da escavação e nivelamento da colina que ligava o Quirinal e o Capitólio, o Fórum de Trajano, inaugurado em 112. Estes fóruns imperiais estavam protegidos dos incêndios que frequentemente ocorriam na Suburra durante casamentos populares por uma gigantesca muralha, construída já na época de Augusto, que ainda hoje existe e é o único traço da Suburra antiga na Roma moderna.
Na Idade Média, sobre as ruínas da Suburra e dos fóruns, foram construídas casas e torres de famílias aristocráticas, algumas das quais existem ainda hoje, apesar de muito modificadas, como a Torre dei Conti e a Torre del Grillo. O tecido urbano da Suburra, que hoje faz parte do rione Monti, foi muito alterado com a abertura da Via Cavour e da Via degli Annibaldi no final do século XIX e também pelas grandes demolições da década de 1930 para a construção da Via dei Fori Imperiali. Todos os edifícios civis e militares posteriores ao Renascimento foram demolidos.

## Muro da Suburra
O chamado Muro da Suburra é um monumento muito particular. Construído em pietra sperone (ou gabina), que os romanos consideravam particularmente resistente ao fogo, o muro tem 33 metros de altura a partir do plano do Fórum de Augusto e em estrutura isodômica. Os blocos de pedra — colocados em planos muito exatos — não estão assentados com argamassa, mas apenas conectados um ao outro por juntas de carvalho intercalados por três aplicações de travertino. Essa estrutura resistiu por mais 2000 anos praticamente ilesa.
Na época de sua construção, o muro servia a diversas funções: proteção contra fogo, separação do espaço residencial do espaço monumental público e como fundo monumental para o Templo de Marte Vingador, em forte contraste cromático com ele. O acesso aos fóruns se dava pelo flanco deste templo, através de um arco em travertino ainda existente e visível entre os carros estacionados nas imediações e que ficou conhecido no período medieval como Arco dos Pântanos, uma referência ao alagamento da zona dos fóruns imperiais, que se transformaram em pântanos na época.

## Posição geográfica

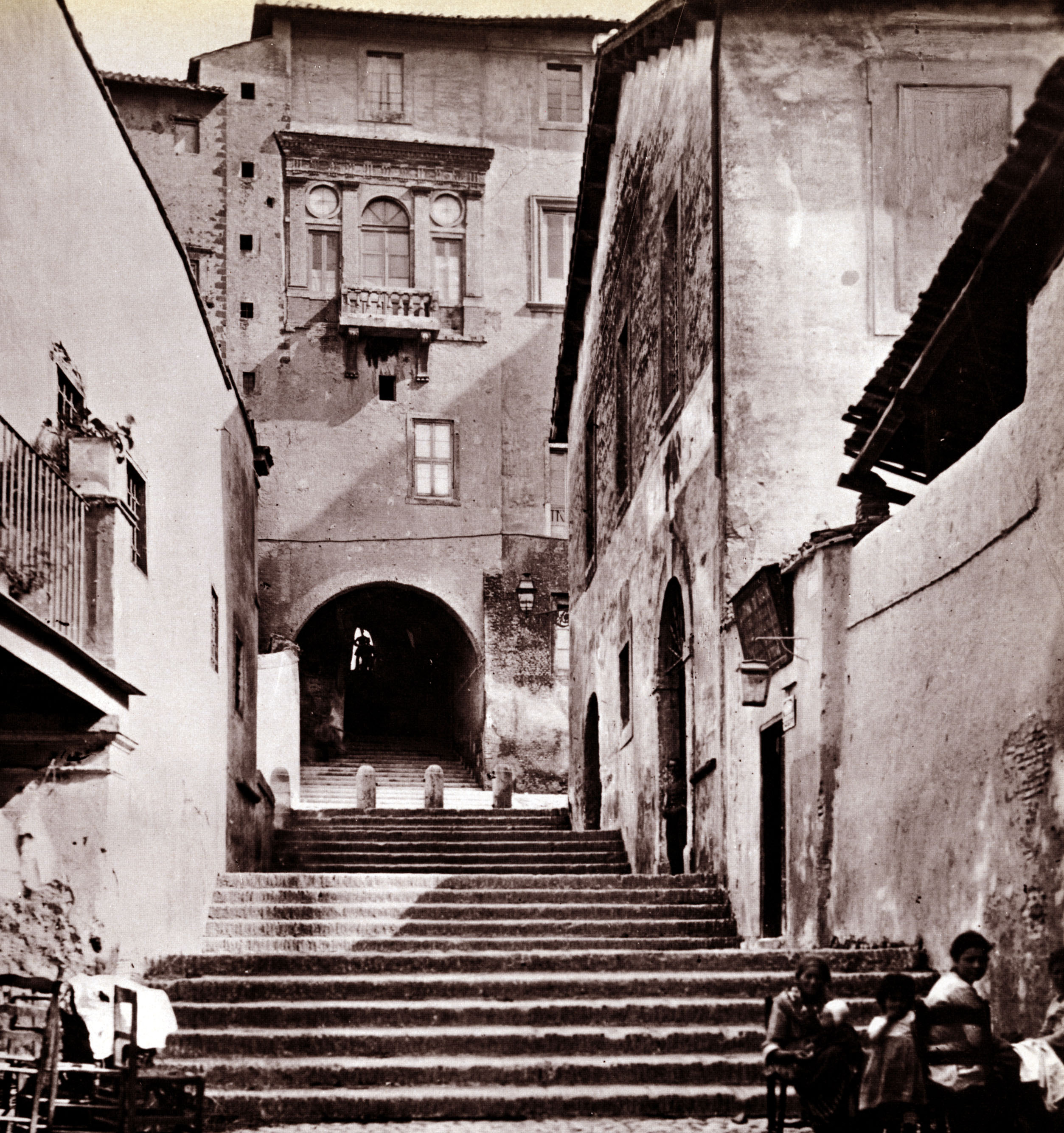
Palazzetto Borgia e Arco della Suburra.

A orografia do quarteirão, com a depressão entre as encostas das colinas maiores que confluem em direção ao vale entre o Capitólio e o Palatino na direção do Tibre, condicionou o sistema viário e a articulação do quarteirão, com as residências de senadores e equestres na parte mais elevada (abaixo das modernas igrejas de San Pietro in Vincoli, no Fagutal, e Santa Pudenziana, no Viminal), ao passo que o fundo do vale, a parte mais popular e mal-afamada, era ocupada por grandes ínsulas (conjuntos habitacionais de baixa renda com muitos andares). Entre os habitantes mais famosos do bairro estão Júlio César e o poeta Marcial.